# Kulatina

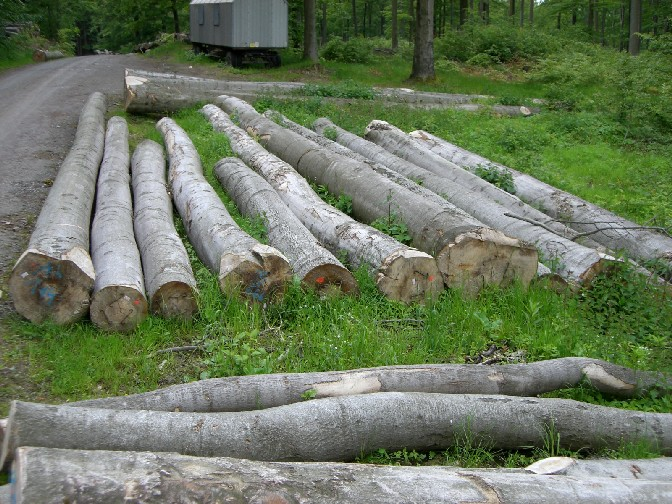
Několik kulatin ležících na zemi.

Kulatina je takový kmen stromu, který má 1 m do tlustšího konce průměr minimálně 140 mm a na druhém (tenčím) konci minimálně 80 mm (to vše včetně kůry). Z kulatiny se vyrábějí výřezy, což jsou např. sloupky, stojky, prvky mostních konstrukcí (např. mostiny), piloty atd. Výřezy zvláštní kvality mají lepší vlastnosti. Jde o takzvané výřezy rezonančního dřeva. Dále pak výřezy na výrobu sportovního nářadí, krájených dýh apod.